# Fundação Estudar
Fundação Estudar é uma organização sem fins lucrativos brasileira de incentivo à educação,[1] criada em 1991[2] pelos empresários Jorge Paulo Lemann, Marcel Telles e Beto Sicupira. A organização impulsiona jovens talentos brasileiros, por meio de iniciativas de acesso ao conhecimento de ponta com bolsas de estudo nas melhores universidades do mundo, cursos para desenvolvimento de carreira além de conteúdo digital gratuito.

## Países
Os países com cursos e universidades apoiadas são Alemanha, Coreia do Sul, França, Israel, Rússia, Austrália, Dinamarca, Holanda, Japão, Singapura, Bélgica, Espanha, Hong Kong, Noruega, Suécia, Canadá, Estados Unidos, Índia, Nova Zelândia, Suíça, China, Finlândia, Irlanda, Reino Unido e Taiwan.

## Controvérsias
Em 2015, de acordo com a rede venezuelana TeleSUR, investigaram o Movimento Vem Pra Rua, e em março do mesmo ano revelaram que a Fundação Estudar financiou e deu apoio operacional ao movimento.
No entanto, o caso foi esclarecido e, em nota, a Fundação Estudar ressaltou que é "apartidária" e atribuiu o caso a uma "iniciativa isolada" de um ex-funcionário que não pertece mais ao quadro da organização.
Ao final de 2014, o site foi excluído e o Vem Pra Rua mudou de endereço online. 